# Pematang Danau Air Les
Pematang Danau Air Les is een bestuurslaag in het regentschap Kepahiang van de provincie Bengkulu, Indonesië. Pematang Danau Air Les telt 475 inwoners (volkstelling 2010).